# Лудвиг фон Ротенщайн
Лудвиг фон Ротенщайн (на немски: Ludwig von Rothenstein, * 14 или 15 век; † 8 май 1482, замък Леонщайн, Каринтия) произлиза от благородническия род на Ротенщайните. Неговата собственост обхваща господствата Грьоненбах, Ротенщайн и Калден, дадени му от княжеския манастир Кемптен, също и господството Тайнселберг. През 1470-те години той създава множество дарения в Бад Грьоненбах. С неговата смърт изчезва линията Ротенщайн-Грьоненбах, която е основана от прадядо му Лудвиг „Стария“ фон Ротенщайн. Понеже умира бездетен той завещава цялата си собственост на Хайнрих фон Папенхайм, синът на полусестра му Корона (или Крон), която е омъжена с Хаупт II фон Папенхайм.

## Произход, управление и наследство
Лудвиг е син на Конрад фон Ротенщайн († 1409), губернатор на Матзиз, и втората му съпруга Хилдегард фон Фройндсберг (Фрундсберг). През 1409 г. чичо му Улрих фон Ротенщайн це Воринген поставя племенницата си Крон фон Ротенщайн и племенниците си Томас и Лудвиг фон Ротенщайн за наследници.
Лудвиг се жени за Юта фон Хирнхайм († 15 април 1501), бракът остава бездетен. Той не се разбира добре с останалите си роднини. Участва в множество турнири в Хайделберг, Ландсхут и Инголщат. Братята Томас и Лудвиг увеличават собственостите си. На 26 декември 1442 г. император Фридрих III дава разрешение на Лудвиг и брат му Томас да провеждат съд в селата Алтусрид и Грьоненбах и да назначават съдии.
Лудвиг и Юта даряват вероятно капелата „Св. Леонхард“ в село Ителсбург, източно от Грьоненбах. През годините преди смъртта му Лудвиг и Юта даряват множество манастири.
- Църквата Св. Леонхард в Ителсбург
- Входната врата с герб Ротенщайн/Хирнхайм

През последните си години Лудвиг най-често е в замъка си Леонщайн в Каринтия, където умира на 8 май 1482 г. Погребан е в Грьоненбах в Бавария по негово желание без хелм и шилд. Неговият епитаф се намира вляво от главния вход в манастирската църква „Св. Филипус и Якобус“ в Бад Грьоненбах и има надписът:
1482 am achte(n) tag mayes starb der edl. He(r) Ludwig vô rotêstain u. leostain ritt(er), stift(er) dis würdigè stifts. Anno Dmni 1501 am 15 tag april sta(r)b die edl fraw iutta vô hirnhaim sun haus fraw. den got gnad
(Im Jahre des Herrn 1482 am 8. Mai starb der edle Herr Ludwig von Rothenstein und Leonstein, Ritter, Stifter dieses würdigen Stifts. Im Jahre des Herrn 1501 am 15. April starb die edle Frau Jutta von Hürnheim, seine Hausfrau. Denen Gott gnädig sei.)
Лудвиг пише завещанието си през 1479 г., в което определя за свой наследник племенника си Хайнрих фон Папенхайм – синът на вече починалата си полусестра Корона. Понеже Грьоненбах, Ротенщайн и Калден нямали право да се преписват на женски роднини, това води до конфликти с ротенщайнските му роднини от Ителсбург. Накрая желанието на Лудвиг се изпълнява.
- Замъкът Ротенщайн (Бад Грьоненбах) преди да се разруши, 1873
- Останки от замък Леонщайн, Каринтия
- Високият дворец в Бад Грьоненбах, Бавария